# Кройтор Юліан Георгійович
Юліан Георгійович Кройтор (12 січня 1930, м. Чернівці, Україна — 15 січня 2023) — український культурно-освітній діяч. Заслужений працівник культури УРСР (1967). Член СТДУ (1972). Почесний громадянин міста Тернополя (2020). Батько Ірини Ізотової.

## Життєпис
Закінчив Теребовлянський технікум підготовки культурно-освітніх працівників (1950, нині коледж культури та мистецтв), Вищу профспілкову школу у м. Ленінград (1965, нині Санк-Петербург, Російська Федерація).
Працював завідувачем районного відділу культури у смт Мельниця-Подільська Борщівського району, директором Тернопільського міського будинку культури, директором ансамблю танцю «Надзбручанка» (1960—1961), директором Тернопільського обласного Будинку народної творчості (1961—1972), першим заступником начальника Тернопільського обласного управління культури (1972—1980), засновником (1980) і директором (до 1997) Тернопільського обласного театру ляльок (нині академічний обласний театр актора і ляльки), режисером Тернопільської обласної філармонії, Делегат другого і третього з'їздів СТДУ, член правління її Львівського відділення (1998—2004).
Співорганізатор та режисер перших на Тернопільщині свят пісні, музики й танцю, творчих звітів, масових культурно-мистецьких заходів.

## Доробок
Автор книг спогадів «Півстоліття у культурі Тернопільській» (2002).